# هاري أيكمن (منافس ألعاب قوى)
هاري أيكمن هو منافس ألعاب قوى سويدي، ولد في 21 سبتمبر 1908 في ليدينيو ‏ في السويد، وتوفي في 28 أغسطس 1979 في Västerfärnebo ‏ في السويد.

## وصلات خارجية
- هاري أيكمن على موقع أوليمبيديا (الإنجليزية)
- هاري أيكمن على موقع اللجنة الأولمبية السويدية (السويدية)